# 林迪斯法恩城堡

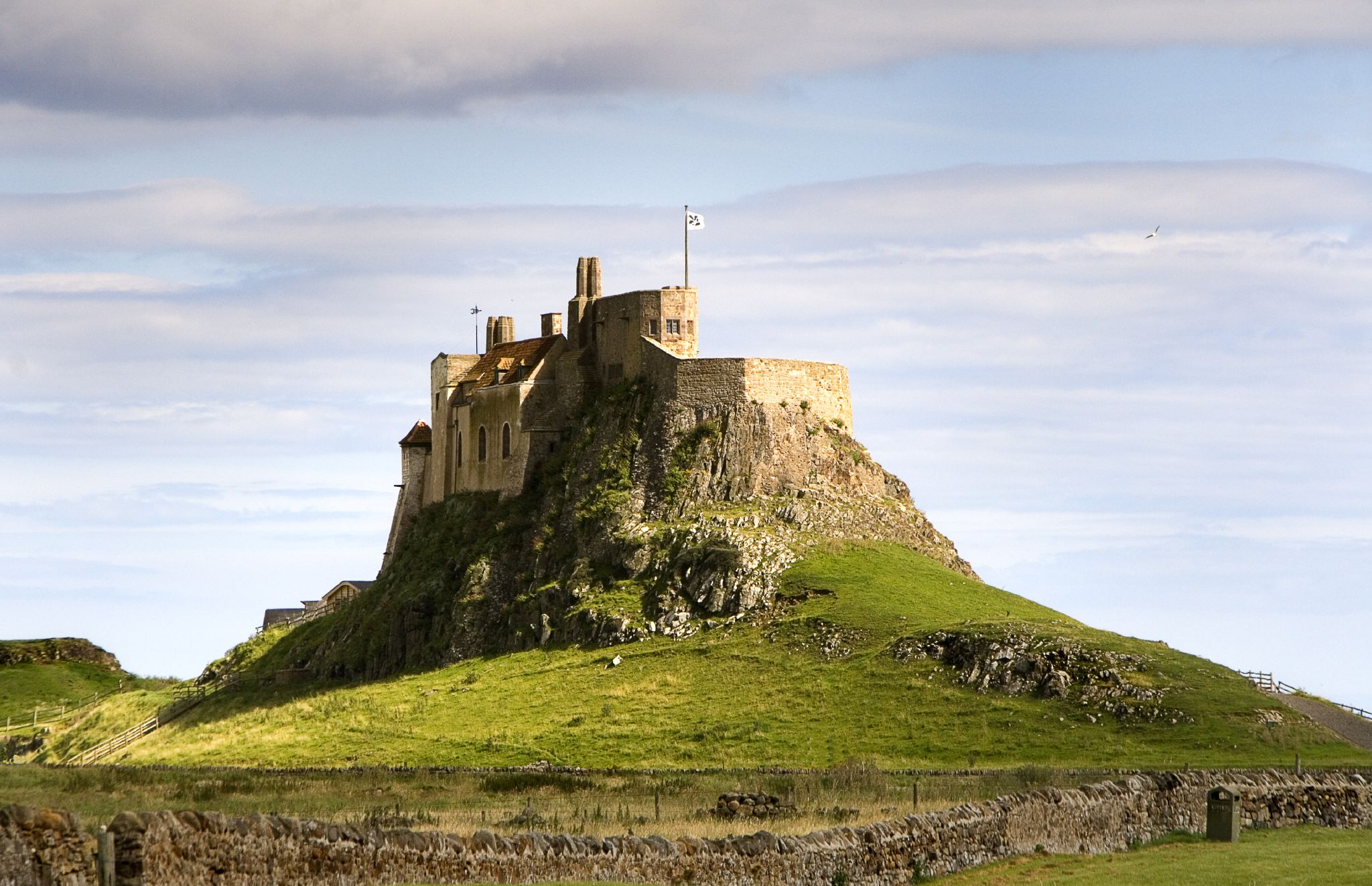
林迪斯法恩城堡

林迪斯法恩城堡（Lindisfarne Castle）是一座位於英國英格蘭聖島的16世紀城堡，靠近特韋德河畔伯立克。在低潮時可以通過堤道從英國本土直接到達林迪斯法恩城堡。
1901年，他由埃德溫·勒琴斯大幅修繕，2016年11月1日至2018年4月期間，城堡暫時關閉以進行翻新維護。林迪斯法恩城堡也是一些電影和電視劇的拍攝地點。

## 外部連結
- Images of Lindisfarne Castle （页面存档备份，存于）
- Lindisfarne Castle information at the National Trust （页面存档备份，存于）
- The life of the people who work in the castle featured on the DVD Diary of an Island